# 体積予想
結び目理論という数学の分野では、体積予想(volume conjecture)は、次のように結び目の量子不変量と結び目補空間の双曲幾何学とを関係付ける予想である。
O で自明な結び目を表すとする。任意の結び目 K に対し、{\displaystyle \langle K\rangle _{N}} で {\displaystyle K} のカシャエフ(Kashaev)不変量を表す。カシャエフの不変量は、{\displaystyle K} の {\displaystyle N}-色付きジョーンズ多項式 {\displaystyle J_{K,N}(q)} の評価式
{\displaystyle \langle K\rangle _{N}=\lim _{q\to e^{2\pi i/N}}{\frac {J_{K,N}(q)}{J_{O,N}(q)}}.}(1)
と一致する。体積予想は、
{\displaystyle \lim _{N\to \infty }{\frac {2\pi \log |\langle K\rangle _{N}|}{N}}=\operatorname {vol} (K),\,}(2)
という予想である。ここに、vol(K) は 3次元球面の中の K の補空間の双曲体積である。

## カシャエフの観察
Kashaev (1997) では、結び目 {\displaystyle K} のある状態和の漸近的振る舞いが、結び目補空間の双曲体積 {\displaystyle \operatorname {vol} (K)} を与えることに気づき、結び目 {\displaystyle 4_{1},5_{2},6_{1}} に対し、このことが正しいことを確かめた。そして、彼は、一般の双曲結び目(hyperbolic knot)に対し、式 (2) が成り立つことを予想した。彼の結び目 {\displaystyle K} に対する不変量は、1 の {\displaystyle N}-乗根 {\displaystyle q=\exp {(2\pi i/N)}} での量子二重対数(quantum dilogarithm)を基礎としている。

## 色付きジョーンズ不変量
Murakami & Murakami (2001) は、初めて、カシャエフの予想がジョーンズ多項式と関係することを、q を 1 の 2N 乗根、つまり、{\displaystyle \exp {\frac {i\pi }{N}}} で置き換えることにより示した。彼らは、R-行列(R-matrix)を、2つの値の同値性に対して離散フーリエ変換として使った。
体積予想は結び目理論にとって重要である。この論文のセクション 5 では、
体積予想が正しいとすると、ある結び目のすべてのヴァシリエフ（有限型）不変量が自明な結び目のヴァシリエフ不変量に一致していれば、その結び目は自明である
ということが述べられている。

## チャーン・サイモンズ理論との関係
複素数化を使い、Murakami et al. (2002)は、式 (1) を、
{\displaystyle \lim _{N\to \infty }{\frac {2\pi \log |\langle K\rangle _{N}|}{N}}=\operatorname {vol} (S^{3}\backslash K)+\ CS(S^{3}\backslash K)}(3)
へ書き換えた。ここに {\displaystyle CS(S^{3}\backslash K)} はチャーン・サイモンズ不変量と呼ばれる。彼らは、複素数化された色付きジョーンズ多項式とチャーン・サイモンズ理論との間に明確な関係があることを、数学的な観点から示した。